# Fatma Sultan (figlia di Bayezid II)
Sofu Fatma Sultan (turco ottomano: فاطمہ سلطان, lett. "colei che si astiene"; Amasya, 1468 – Bursa, dopo il 1520) è stata una principessa ottomana, figlia di Bayezid II e Nigar Hatun.

## Biografia
Fatma Sultan nacque ad Amasya nel 1468. Suo padre era Bayezid II, allora Şehzade e governatore della provincia, mentre sua madre era la concubina Nigar Hatun. Aveva un fratello e una sorella di sangue, Şehzade Korkud e Ayşe Sultan. 
Fatma si sposò tre volte:
- Prima del 1480 con Isfendiyaroglu Mirza Mehmed Pasha, figlio di Kyzyl Ahmed Bey. Il matrimonio terminò con un divorzio nel 1488. In seguito, lui sposò la nipote di Fatma, Şahnisa Sultan, figlia di Şehzade Abdüllah.
- Nel 1489 con Mustafa Pasha, figlio di Koca Davud Pasha. Fatma rimase vedova nel 1503.
- Nel 1504 con Güzelce Hasan Bey. Non si sa se questo matrimonio terminò con la sua stessa morte o prima.

Dopo l'esecuzione di suo fratello Korkud nel 1513 ad opera del nuovo sultano, il suo fratellastro Selim I, Fatma si ritirò a Bursa, dove condusse una vita spirituale.
Morì durante il regno di suo nipote Solimano, quindi dopo il 1520. Venne sepolta nel mausoleo di Şehzade Ahmed, suo fratellastro, e tutti i suoi averi vennero donati ai poveri come da lei disposto.

## Discendenza
Fatma Sultan ebbe in totale tre figli e una figlia.
Dal suo primo matrimonio ebbe un figlio:
- Sultanzade Isfendiyaroglu Mehmed Bey. Sposò sua cugina Gevherhan Sultan, figlia di Selim I, nel 1509. Governatore di Balıkesir, morì nel 1514 nella Battaglia di Chaldiran.

Dal suo terzo matrimonio ebbe due figli e una figlia:
- Sultanzade Haci Ahmed Bey
- Sultanzade Mehmed Çelebi. Sposò sua cugina Ayşe Sultan, figlia di Şehzade Alemşah (figlio di Bayezid II).
- Fülane Hanımsultan. Sposò suo cugino Ahmed Bey, figlio di Ali Bey e Fatma Hanımsultan (figlia di Ayşe Sultan).